# 如城街道
如城街道是中华人民共和国江苏省南通市如皋市下辖的一个街道办事处。
2013年3月18日，江苏省人民政府批复同意撤销如城镇，以原如城镇所辖的凌青、方庄、新官、沿河、长港、老南、钱长、龙游河、安定、宗岱、光华11个村委会和安定、花园、陆桥、蒲行、长巷、秀水、孔庙、迎新、城东、城西、红星、西郊、许庄、城南、仙鹤、宏坝、纪庄、十里、新民、贺洋、顾庄、大明、大殷23个居委会区域，设立如城街道办事处，街道办事处驻福寿路276号。

## 行政区划
如城街道下辖以下村级行政区划单位：
迎新社区、安定社区、花园社区、陆桥社区、长巷社区、秀水社区、城南社区、孔庙社区、宏坝社区、仙鹤社区、城东社区、蒲行社区、红星社区、西郊社区、许庄社区、城西社区、大殷社区、新民社区、顾庄社区、纪庄社区、十里社区、贺洋社区、大明社区、凌青村、方庄村、陆桥村、阚庄村、邵庄村、钱长村、龙游河村、安定村、宗岱村、光华村、新官村、沿河村、长港村和老南村。